# Kölni dóm
A kölni dóm, hivatalosan: Szent Péter- és Szűz Mária-dóm a Kölni főegyházmegye főszékesegyháza. Tornyai több mint 150 méter magasak és csúcsával együtt 157 méteres magasságával Németország második és a világ harmadik legmagasabb temploma. (1880 és 1884 között a világ legmagasabb épülete volt). Az egyik legjelentősebb keresztény műemlék a világon, belső tere egyedülálló módon vészelte át a korokat (a párizsi chartres-i katedrálishoz hasonlóan), egy 6. századi szószéket is megőrizve. Benne található a 24 tonnás Szent Péter-harang, amely a világ legnagyobb szabadon lengő harangja volt, mígnem Innsbruckban új, 25 tonnás harangot nem öntöttek a romániai, bukaresti Nemzet megváltása székesegyházhoz. Németország legnépszerűbb látványosságainak egyike: 2004-ben körülbelül hatmillió látogatója volt, nagyjából annyi, mint a párizsi Eiffel-toronynak.
Rendkívüli egyházi, történelmi és művészeti jelentősége miatt az épület 1996-ban felkerült az UNESCO világörökség listájára.
A Rajna bal partján emelkedik, szomszédságában a kölni főpályaudvarral.

## Története
A dóm alatti ásatások során 1–4. századi római lakóházak maradványai kerültek elő. A 4–5. század fordulóján, a mai kórus helyén egy 30-40 méter hosszú apszis volt, talán már az első templomé, amit az 5. században, de legkésőbb a 6. század elején lebontottak; a helyére az 530-as évek frank hercegeinek a hasonló méretű temetkezőhelye került. A 6. század második felében ide új templom épült, amely elfedte a korábbiakat és kb. a 9. század közepéig maradt fenn.
A régi dóm, a mainak a közvetlen elődje, amit 873. szeptember 27-én szenteltek fel, főhajóját mindkét végén kereszthajók határolták. 1248-ban ezt részben le akarták bontani, hogy új, gótikus katedrálist építsenek a helyére. Amikor azonban a keleti kórust tűzzel próbálták meg lebontani, majdnem a teljes épület leégett. A nyugati részeket ideiglenesen újjáépítették, hogy a miséket meg lehessen tartani. Még ugyanabban az évben elkezdődött a jelenlegi dóm építése.
1164-ben Rainald von Dassel kölni érsek idehozta a napkeleti bölcsek ereklyéit a milánói dómból, I. Frigyes német-római császár ajándékaként. Ezeknek az ereklyéknek kellett új dómot építeni – a régi katedrális ugyanis nem bírta volna el a növekvő zarándoktömeget.
A gótikus épületet 1248. augusztus 15-én, Nagyboldogasszony ünnepén kezdték építeni Gerhard von Rile építőmester tervei szerint, a minta az amiens-i katedrális volt. Miután a kölniek 1288-ban elűzték a városból az érseket, az építkezés is elakadt: a kórus felszentelése 1322-ben történt. 1410-ben a déli torony elérte a második emeletet. 1528-ban az építkezést a pénz és érdeklődés hiányában leállították, így 300 éven át a déli tornya befejezetlenül meredezett. 

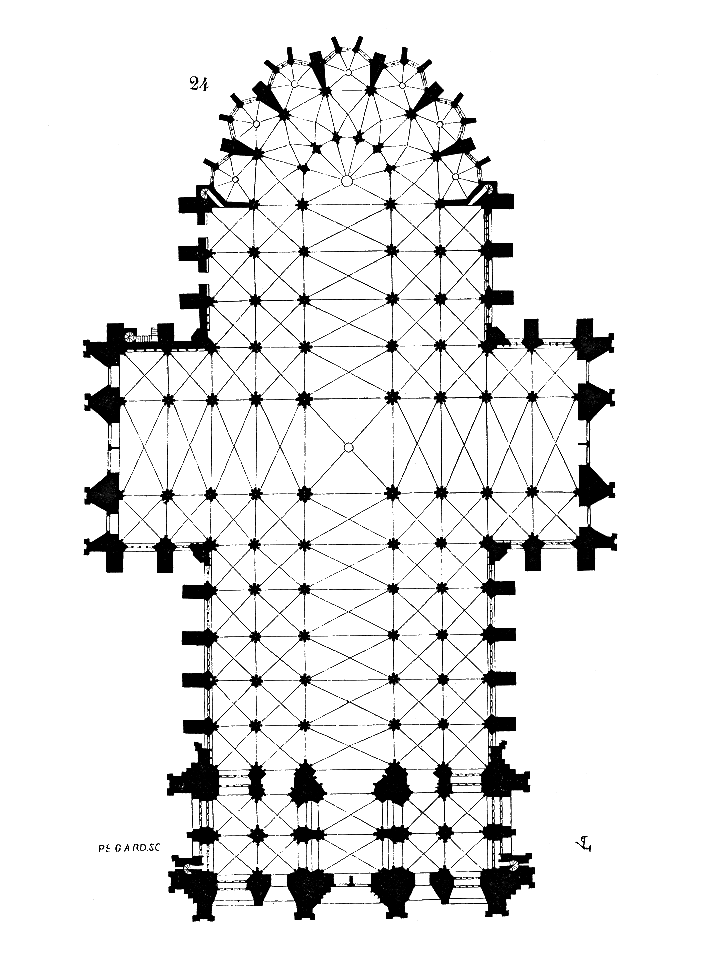
A dóm alaprajza

1814-ben két darabban előkerült Gerhard második utódjának, Arnold mesternek a tervrajza a homlokzatról. A 18–19. század fordulóján a romantikusok fokozódó lelkesedéssel fordultak a középkor felé, így megnőtt az érdeklődés a befejezetlen dóm iránt is, amely a nemzeti egység szimbólumává vált. 1842. szeptember 4-én IV. Frigyes Vilmos porosz király és Johannes von Geissel érsek letette továbbépítésének alapkövét. A porosz állam anyagilag is támogatta az ügyet. Közvetlenül az alapkőletétel előtt megalakult a Kölni-Dómépítés Központi Egyesülete, amelynek legfőbb feladata az építkezéshez szükséges források összegyűjtése volt.
1820. október 19-én betörtek a dómba és feltörték a háromkirályok ereklyetartó szekrényét.
1880-ban, 600 év múltán a dóm elkészült, a középkori mesterek terveinek megfelelően, de a kor legmodernebb technikáinak felhasználásával. Az építészek Ernst Friedrich Zwirner és Karl Eduard Richard Voigtel voltak. Az építkezés befejezésének örömére, 1880. október 15-én ünnepséget tartottak, amelyet I. Vilmos német császár a kilenc évvel korábban alapított birodalom identitásának erősítésére használt fel.
A katedrálisnak 11 harangja van. Az első, a 3,4 tonnás Dreikönigenglocke (háromkirályok harangja) volt, amelyet 1418-ban öntöttek és 1437-ben szenteltek fel; 1880-ban újra kellett önteni. Van két olyan harang is, a 10 tonnás Pretiosa és a 4,3 tonnás Speciosa, amelyek az 1448-as felavatásuk óta a helyükön maradtak. A legnagyobbat, a 24 tonnás Szent Péter-harangot 1922-ben öntötték. Ez volt Európa legnagyobb szabadon lengő harangja, a bukaresti Nemzet megváltása székesegyház 25 tonnás nagyharangjának 2016-os elkészültéig.

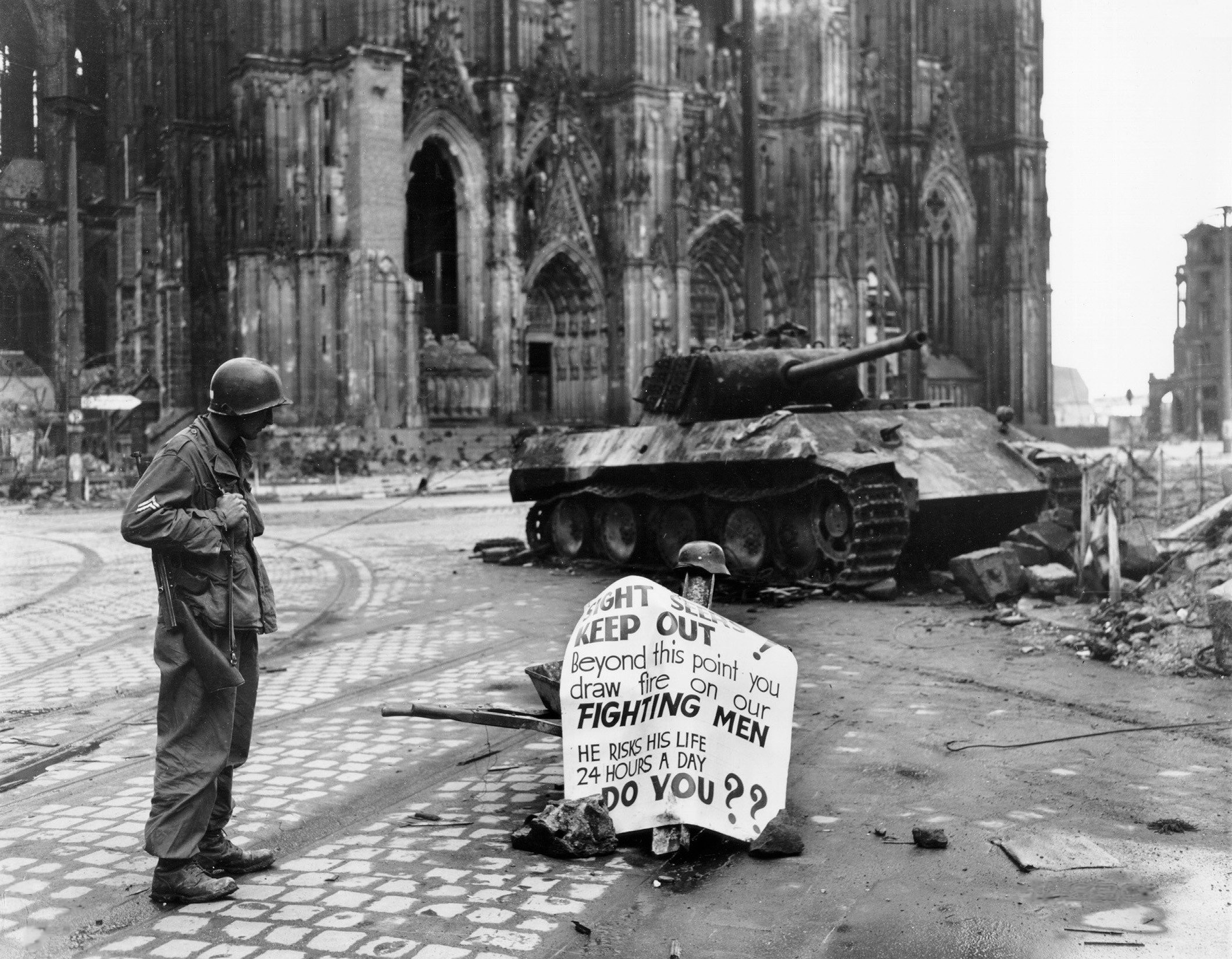
1945. április 4., kevéssel a háború vége előtt

A második világháborúban a dóm súlyosan megsérült; többek között 14 angolszász bombatalálat érte, a főhajó néhány boltíve be is omlott. A gyújtóbombákat viszont a dómban őrködő munkatársak azonnal eloltották. Az épület szerkezete a szokásos gótikus műemlékeknél sokkal erősebb, annak köszönhetően, hogy csak a 19. században fejezték be az eredeti tervek alapján. A modern technikának (vasbeton) hála, a templom helyrehozhatatlan károk nélkül vészelte át a harcokat, a belső tér pedig szinte teljesen épen maradt. 1948-ban az alapkő letételének 700. évfordulóját a súlyosan károsodott dómban azért megünnepelték. 1956 óta a katedrális ismét ellátja feladatát.
1975. november 2-án három betörő egy szellőzőaknán keresztül, hegymászó felszereléssel behatolt a dóm – akkor biztonságosnak számító – kincstárába, és értékes monstranciákat és kereszteket vittek el. A tetteseket a kölni alvilág segítségével sikerült elfogni, és hosszú szabadságvesztésre ítélték őket. Addigra azonban a zsákmány egy részét, közte egy 1657-ből származó arany monstranciát, már beolvasztották.
2000 októbere óta a templom kincseit a dóm északi felében levő 13. századi boltíves pincékben újra kiállítják. A kincstár három emeleten hat termet, 500 négyzetméter kiállítási területet foglal magába.
Napjainkban elsősorban a környezeti hatások károsítják a dómot. A légszennyezés, a savas eső szétmorzsolja, és elszínezi a követ. Ezért építészei már évtizedek óta küzdenek a bomlás ellen a díszítések tömeges cseréjével.
2005. augusztus 18-án XVI. Benedek pápa a Németországban tett apostoli látogatása során fölkereste a dómot is, az Ifjúsági Világnapok ünnepségeinek alkalmából.

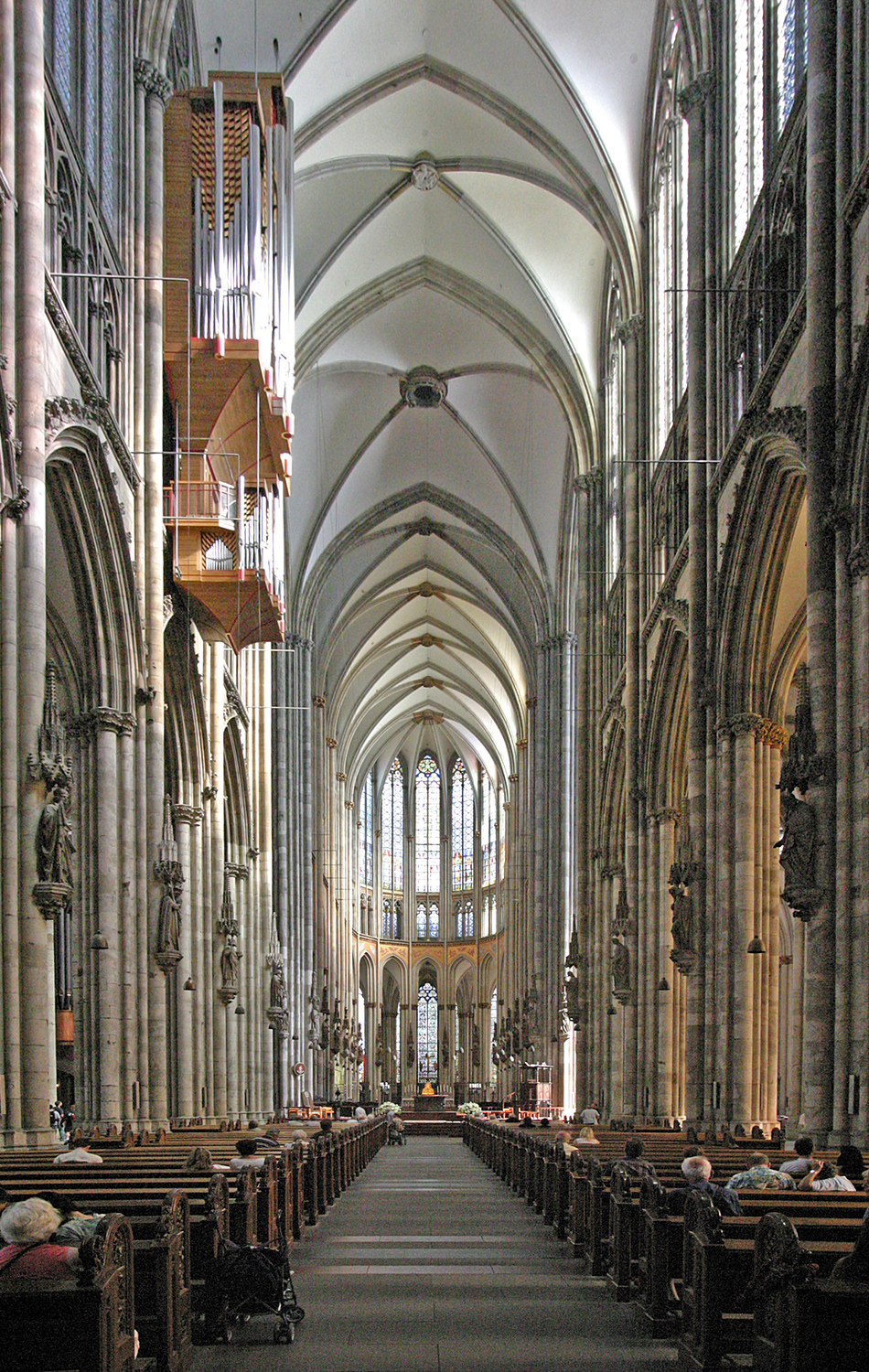
A dóm belseje

## A dóm belseje
A késő középkori kórus a 300 ülőhellyel Németországban a legnagyobb. Különlegessége, hogy a pápának és a császárnak mindig fenntartanak egy-egy helyet.
A háromkirályok művészien díszített ereklyetartójában nyugszanak azok a csontok, amelyeket a napkeleti bölcsek maradványaiként tisztelnek.
A festett üvegablakokat, köztük a déli hajóban található híres bajor ablakokat I. Lajos bajor király ajándékozta a dómnak. Ezek a kereszténység kezdetéről vett jeleneteket ábrázolnak, Keresztelő Szent Jánostól Szent István vértanúig. Ezeket Max Emmanuel Ainmiller (1807-1870) vezetésével készítették, H. v. Hess (1798-1863) tervei alapján. Az ablakok leleplezése 1848-ban, a 600 éves évforduló ünnepségei során történt.
A 970 körül készült Gero-kereszt (Gero-Kreuz) a szentély közelében áll, ez a legrégebbi kereszt az Alpoktól északra.
Az egyik kápolnában található a fából, 1290 körül készült Milánói Madonna Szűz Máriát ábrázolja a kisded Jézussal.

## Orgonák

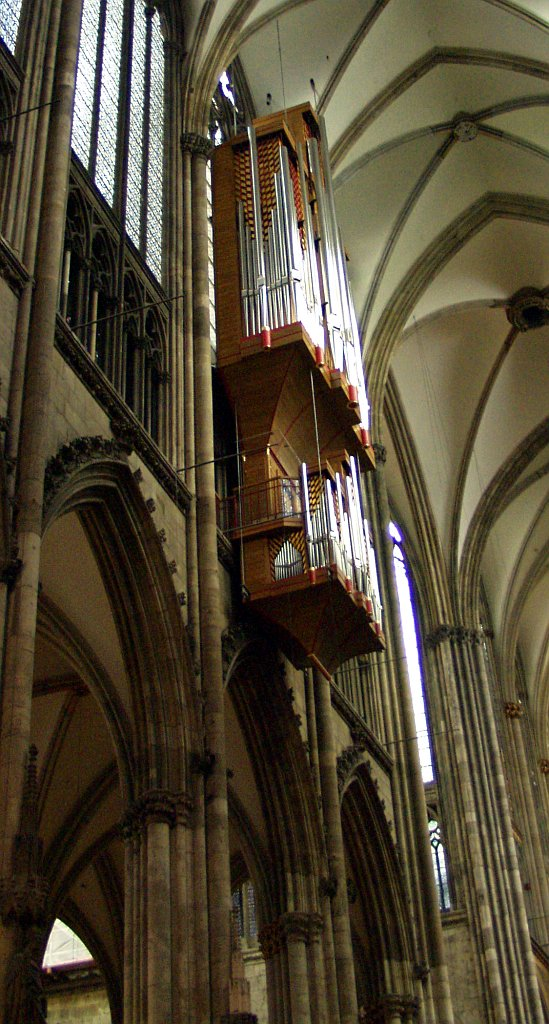
A dóm orgonája

A kölni dómnak két orgonája van, amelyek egyazon játszóasztalról vezérelhetők.
A háború után építették az elsőt (kórus-orgona vagy kereszthajó-orgona), amely a kereszthajó egyik oldalában található. Ez a gótikus templokban szokatlan elhelyezés azzal magyarázható, hogy az orgonát 1948-ban szentelték fel, de a főhajó a helyreállítás miatt 1956-ig zárva volt.
1998-ban még egy új orgonát is szenteltek (főhajó-orgona), így a háború utáni időkben tapasztalt elégtelen hangzás megoldódott. Ez a főhajó elején van, ami akusztikai szempontból a legkedvezőbb elhelyezés. Így viszont az orgona megszakítja a főhajó és kórus terének a folytonosságát. Az orgona négy műből áll, 3963 sípja van, amelyek 53 regiszterre vannak elosztva.
2006-ban az orgonaegyüttest két fanfárregiszterrel egészítették ki. Ezeket csak különleges alkalmakkor, ünnepi szentmiséken szólaltatják meg.

## Világörökség
1996-ban a kölni dómot mint az európai gótikus építészet mesterművét, a kulturális világörökség részévé nyilvánították. 2004. július 5-én felkerült a veszélyeztetett helyszínek listájára , a következő indoklással: a „dóm vizuális integritásának veszélyeztetése a Rajna túloldalára tervezett magasépítkezések miatt”. A 2005. július 13-i UNESCO-konferencián, amelyet a dél-afrikai Durbanban tartottak, a végleges döntést egy évvel elhalasztották.

## A dóm számokban
| Teljes külső hossza                  | 144,58 m       |
| Teljes külső szélessége              | 86,25 m        |
| Kereszthajó homlokzatának szélessége | 39,95 m        |
| Főhajó belső szélessége              | 45,19 m        |
| Nyugati homlokzat szélessége         | 61,54 m        |
| Északi torony magassága              | 157,38 m       |
| Déli torony magassága                | 157,31 m       |
| Lépcsők száma a torony tetejéig      | 533            |
| Harangok száma                       | 11             |
| Kereszthajó homlokzatának magassága  | 69,95 m        |
| Középső hajó belmagassága            | 43,35 m        |
| Oldalhajó belmagassága               | 19,80 m        |
| Beépített terület (kb.)              | 7914 m²        |
| Ablakok felülete (kb.)               | 10 000 m²      |
| Tető felülete (kb.)                  | 12 000 m²      |
| Beépített kő tömege (kb.)            | 300 000 t      |
| Befogadóképesség                     | 4000 fő        |
| Éves fenntartási költség             | 10 millió euró |

## Film
- A Cobra 11 német krimisorozat minden epizódjában feltűnik a sziluettje.

## Fordítás
- Ez a szócikk részben vagy egészben a Kölner Dom című német Wikipédia-szócikk ezen változatának fordításán alapul.  Az eredeti cikk szerkesztőit annak laptörténete sorolja fel. Ez a jelzés csupán a megfogalmazás eredetét és a szerzői jogokat jelzi, nem szolgál a cikkben szereplő információk forrásmegjelöléseként.